# Mesalee
Mesalee is een bestuurslaag in het regentschap Aceh Besar van de provincie Atjeh, Indonesië. Mesalee telt 310 inwoners (volkstelling 2010).